# Kim Anderson (basket-ball)
Pour les articles homonymes, voir Kim Anderson et Anderson.
Keith Kim Anderson, né le 12 mai 1955 à Sedalia (Missouri), est un joueur américain de basket-ball. Il évolue durant sa carrière aux postes d'ailier fort ou d'ailier.

## Biographie
Issu de l'équipe universitaire des Tigers du Missouri, il est drafté en 1977 par les Trail Blazers de Portland en 28e position.
Il n'a cependant disputé qu'une seule saison NBA.
Il est actuellement l’entraîneur principal de l'équipe universitaire des Tigers du Missouri.